# Karl Meier
Karl Meier (Sankt Gallen, 16 de març de 1897 - Zúric, 29 de març de 1974), de nom real Rudolf Carl Rheiner, va ser un actor suís del Cabaret Cornichon i editor de la revista Der Kreis – Le Cercle – The Circle sota el pseudònim Rolf.

## Biografia
Karl Meier va néixer el 1897 com a fill il·legítim de la planxadora Elisabeth Rheiner a Sankt Gallen i va ser batejat com a Rudolf Carl Rheiner. De nen va ser cuidat pel matrimoni sense fills Thomas i Wilhelmina Meier-Götsch a Kradolf, i el van adoptar el 1912. El rastre de la seva mare biològica es perd el 1907.
A partir de 1912 Meier av realitzar el seu aprenentatge de comerciant en una fàbrica de teixits de seda a Schönenberg. No obstant això, el seu desig era convertir-se en actor. Gràcies a un cap comprensiu, va aconseguir un lloc a la central de l'empresa a Zuric. Allí va anar a classes d'actuació i actuava en companyies de teatre ambulants. Després de diversos anys de gires per Suïssa, va canviar als escenaris alemanys a partir de 1924. De 1935 a 1947 Meier va treballar en el Cabaret Cornichon. Després treballaria per a la ràdio i fins i tot en una pel·lícula.
Meier es va donar a conèixer internacionalment com a Rolf. Sota aquest pseudònim va ser conegut de 1943 a 1967 com a editor i redactor de la mundialment coneguda revista Der Kreis – Le Cercle – The Circle. Va escriure articles polítics, ressenyes literàries i administrava les dades dels abonats. Diverses vegades a l'any organitzava balls de màscares i altres festes entre els abonats de Der Kreis.
El 1970 va sofrir un atac apoplètic en una prova en el teatre Theater am Hechtplatz a Zuric. La seva parella el va cuidar fins a la seva mort el 1974 a Zuric i va ser enterrat segons el seu propi desig a Sulgen. Una petita part del seu llegat està conservat en l'Arxiu Estatal de Turgòvia.

## Actor i director[calcitació]
Els seus anys de gira per Suïssa el van portar a principis de la dècada de 1920 al teatre local de Solothurn i al teatre de la lliga de ciutats de Winterthur-Schaffhausen. En les pauses d'estiu actuava en obres a l'aire lliure. En la temporada 1924/25 Meier es va traslladar a Alemanya, concretament a Bielefeld. Posteriorment treballaria a Münster, Głogów i Zwickau. Va passar en diverses ocasions per Berlín. El 1932 va tornar a Suïssa, on va treballar inicialment en el teatre de la lliga de Biel-Solothurn i posteriorment en el teatre local de Schaffhausen.

## Falta un paràgraf
Meier no només va treballar d'actor, sinó també de director. A la ciutat en la qual va créixer, va escenificar durant gairebé cinquanta anys per a l'associació d'estenògrafs de Schönenberg-Kradolf. Celebrava els seus aniversaris com a actor en aquest ambient. Per a les celebracions del 500 aniversari de la pertinença del cantó de Turgòvia a la Confederació Suïssa el 1960, es va encarregar de l'escenificació, pel qual va rebre molts elogis. «Sens dubte pertanyia als impulsors més importants del teatre popular suís del segle XX».

## Editor deDer Kreis
El primer contacte amb la subcultura homosexual el va tenir a Berlín en la dècada de 1920. Va conèixer Adolf Brand i va publicar alguns articles en la seva revista Der Eigene. De tornada a Suïssa, va escriure a partir de 1934 regularment en les revistes Schweizerisches Freundschafts-Banner (1933–1936) i Menschenrecht (1937–1942), habitualment sota el pseudònim «Rolf». A partir de 1943 la revista va aparèixer sota el nom Der Kreis – Le Cercle – The Circle, amb «Rolf» com a únic editor.
No obstant això, Rolf no va ser només l'editor únic de la revista, sinó que també era el redactor de la part en alemany, autor de textos literaris, poemes i ressenyes literaris, així com comentarista de l'actualitat política o de sentències. Al punt àlgid el 1959, s'enviaven cap a 2000 exemplars a totes les parts del món. «Rolf» també va editar quatre volums amb fotografies i una amb dibuixos de la revista.
Cada setmana Rolf, a més, organitzava trobades dels membres de Zuric i anualment balls de carnestoltes, estiu, tardor i Nadal, pels quals es reunien diversos centenars d'homes que viatjaven des de tot Europa. Com a centre de fet dels homosexuals suïssos, Rolf es va convertir en conseller i ajuda pels abonats que tenien dificultats, a més d'iniciar grups locals a Basilea (Isola-Klub) i Berna. Les seves activitats van servir d'exemple als grups d'homosexuals a Alemanya (per exemple, el grup «die runde»), França (revista Arcadie, els Països Baixos («Cultuur- en Ontspannings Centrum» COC), Dinamarca («Kredsen af 1948») i Estats Units. Entre 1951 a 1958, Rolf va participar en cinc congressos de l'International Committee for Sexual Equality (ICSE).
Gràcies a la seva posició com a editor de Der Kreis, Rolf va tenir una considerable influència en el moviment homòfil després de la II Guerra Mundial. Exigia una presència discreta i no permetia imatges massa liberals en la revista. En aquest sentit, va determinar «el que havia d'esperar-se d'un homosexual». A partir de la dècada de 1960, es van introduir al mercat, gràcies a la liberal legislació dels països escandinaus revistes amb fotos més atrevides. En conseqüència, la demanda de la revista es va enfonsar, per la qual cosa va haver de deixar d'editar-se el 1967. Rolf es va sentir traït en l'obra de la seva vida, es va retirar del moviment homòfil i tampoc es va implicar en el nou moviment d'alliberament LGBT.

## Obra
- «Rolf» (Ed.): Der Kreis – Le Cercle – The Circle. Revista años 11 a 35. Zürich: Der Kreis, 1943–1967.
- «Rolf» (Ed.): Der Mann in der Photographie. 4 tomos. Zürich: Der Kreis, 1952–1962.
- «Rolf» (Ed.): Der Mann in der Zeichnung. Zürich: Der Kreis, 1960.
- Meier, Karl: Dozmol: e halb Dotzend Jugederinnerige. Kradolf: Boretti, 1969 [en dialecto de Turgovia].